# بوب ديفيدسون (حكم كرة قاعدة)
بوب ديفيدسون (بالإنجليزية: Bob Davidson)‏ هو حكم كرة قاعدة ‏ أمريكي، ولد في 3 أغسطس 1952 في شيكاغو في الولايات المتحدة.